# Segregation
Segregation er betegnelsen for adskillelse af befolkningsgrupper og kulturer indenfor et land eller en by. Det kan f.eks. være en adskillelse af etniske grupper i forhold til hovedkulturen, eller en adskillelse, der beror på sociale forskelle. I mindre ekstreme tilfælde sker segregationen ofte mere eller mindre spontant. Det kan skyldes social ulighed; velhavende mennesker vil søge mod mere attraktive bydele, mens de dårligst stillede bliver overladt til de mindre attraktive områder.

## Kulturel segregation
"Kulturel segregation" er en isolering af en bestemt kulturel eller etnisk gruppe fra hovedkulturen. I dette tilfælde vil den etniske minoritet typisk opretholde sin oprindelige kultur med egne traditioner, og med ingen eller meget begrænset kontakt til hovedkulturen. Et eksempel herpå er den såkaldte "ghettodannelse".

## Segregation i Sydafrika
I Sydafrika så man under apartheid et ekstremt eksempel på segregation, hvor sorte og hvide levede i hver deres bydel. Denne segregation var politisk bestemt, og en følge af lovgivningen.

## Segregation i USA
Fra 1896 praktiserede de fleste af sydstaterne segregation af hvide og farvede i offentlige bygninger, tog, skoler og busser, og vedtog love, der forbød kontakt mellem hvide og farvede, og effektivt forhindrede afroamerikanere i at benytte stemmeretten. I den første halvdel af 1900-tallet blev hvide og farvede sydstatsboere født i separate sygehuse, uddannet i separate skoler, giftede sig i separate kirker og blev begravet på separate kirkegårde; og hver eneste bus, skole, kafé, logihus, venteværelse, sygehus, drikkefontæne og fængsel var enten for hvide eller for farvede, men aldrig for begge. Da bomuldsbillen spredte sig i 1898 og tog levebrødet fra hundredetusinder af afroamerikanske familier, begyndte en udflytning af farvede til nordstaterne, hvor de i mindre grad blev forskelsbehandlet. 
Den afroamerikanske sværvægtsbokser Jack Johnson fra Texas udtrykte også i sin selvbiografi fra 1927 sin forkærlighed for hvide kvinder.  Pga hans arrogance og gentagne ægteskaber med hvide kvinder, kom hvide efterhånden til at betragte ham som en alvorlig trussel mod samfundsordenen. Efter at Johnson havde giftet sig med Lucille Cameron (en hvid kvinde), anbefalede to præster fra sydstaterne, at han blev lynchet. Som en reaktion på Johnsons og Camerons ægteskab, foreslog repræsentanten fra Georgia, Seaborn Roddenberry, i 1911 en tilføjelse til amerikansk grundlov, som skulle forbyde "ægteskab mellem negre eller farvede og hvide…for altid." I sin tale til kongressen, anførte Roddenberry: "Intermarriage between whites and blacks is repulsive and averse to every sentiment of pure American spirit. It is abhorrent and repugnant. It is subversive to social peace. It is destructive of moral supremacy, and ultimately this slavery to black beasts will bring this nation to a fatal conflict." (= Blandede ægteskaber mellem hvide og sorte er frastødende og står i modsætning til ethvert udtryk for ægte amerikansk ånd. Det er modbydeligt og afskyeligt. Det undergraver fred i samfundet. Det nedbryder moralsk overlegenhed, og i det lange løb vil dette slaveri under sorte dyr bringe nationen ud i en skæbnesvanger konflikt.) Mange farvede blev lynchet som et resultat af Johnsons handlinger. Booker T. Washington fordømte hans selvoptagede livsstil med ordene: "Johnsons handlinger har skadet hans race, og hans personlige oprør vil resultere i en mere udbredt undertrykkelse."
Roddenberrys forslag blev ikke vedtaget, men allerede i 1913 havde 42 af 48 stater indført tilsvarende love. Flere stater satte også strengere krav til "hvidhed". Virginia havde traditionelt anset en person som "sort", hvis vedkommende havde en fjerdedels afrikansk blod i sig; men fra 1916 var man "sort", hvis man var en sekstendedels afrikansk, dvs at én af tipoldeforældrene var afrikaner. I 1924 blev definitionen yderligere indsnævret ved, at kun "en dråbe" afrikansk blod gjorde personen "sort". 
I 1954 tog NAACP (Nationalforeningen for fremskridt for farvede) sagen for Oliver Brown, da hans datter Linda blev nægtet adgang til en nærliggende skole for hvide i Kansas. Højesteret bedømte segregation i offentlige skoler som et brud på grundloven. Dommer Earl Warren forbød videre segregation i offentlige bygninger. 1.december 1955 blev Rosa Parks arresteret i Alabama for at afslå at afgive sit bussæde til en hvid mand. En lokal prædikant, Martin Luther King, stillede sig i spidsen for en boykot af busselskabet, som derefter af højesteret blev pålagt at ændre sine regler. I 1962 måtte 3.000 føderale soldater sættes ind for at få James Meredith, den første afroamerikanske student ved Mississippis universitet, ind i universitetsbygningen. Så sent som i 1963 havde kun 9% af sydstaternes skoler ophævet segregationen, mens vold og ydmygelse af farvede forhindrede dem i at få den uddannelse og benytte den stemmeret, de havde adgang til efter loven. 28.august 1963, på hundredeårsdagen for Abraham Lincolns erklæring om ophævelse af slaveriet, marcherede mere end 200.000 afroamerikanere og deres hvide støtter gennem Washington DC til Lincoln Memorial, den største demonstration i byens historie. 
Under sin indvielse i 1963, aflagde Alabamas daværende guvernør, George Wallace, et løfte. Stående på det sted, hvor Jefferson Davis erklærede sydstaternes uafhængighed i 1861, udtalte han: "In the name of the greatest people that ever trod this earth, I draw the line in the dust and toss the gauntlet before the feet of tyranny and I say: Segregation now, segregation tomorrow, segregation forever." (= Segregation nu, i morgen og for altid.) Efter at højesteret erklærede segregation for ulovligt, blev mange hvide børn blot flyttet fra offentlig skole til privatskoler, ofte kaldt "seg academies", fordi de effektivt opretholder segregationen. 
I slutningen af 1920’erne fordømte 42 amerikanske stater ægteskab mellem hvide og afrikanere, mongoler, hinduer, indere, japanere og kinesere. I 1930’erne tilføjede flere stater "malajfolket", et forbud hovedsageligt rettet mod filippinere. Men i 1965 var det kun i sydstaterne, man stadig fandt forbud mod ægteskab mellem hvide og farvede. Da ægteparret Mildred og Richard Loving i 1958 blev arresteret i Virginia for raceblanding, erklærede en dommer: «Den almægtige Gud skabte racerne hvide, sorte, gule, malajiske og røde, og han satte dem på adskilte kontinenter…At han skilte racerne ad, viser, at han ikke mente, at racerne skulle blandes.» Parret blev idømt et års fængsel, som de undgik at sone ved at flytte til District of Columbia. I 1967 omstødte højesteret dommen mod Loving under henvisning til, at «ægteskab er en af vore grundlæggende menneskerettigheder, fundamental for vor eksistens og overlevelse.» 